# Uranosilita
La uranosilita és un mineral de la classe dels silicats. El seu nom reflecteix la seva composició: urani (Uran) i silici (sil).

## Característiques
La uranosilita és un silicat de fórmula química UO₃·7SiO₂. Va ser aprovada com a espècie vàlida per l'Associació Mineralògica Internacional l'any 1981. Cristal·litza en el sistema ortoròmbic. Només amb una gran ampliació amb el microscopi electrònic de rastreig es poden observar els cristalls en forma d'agulla.
Segons la classificació de Nickel-Strunz, la uranosilita pertany a «09.AK: Estructures de nesosilicats (tetraedres aïllats), uranil nesosilicats i polisilicats» juntament amb els següents minerals: soddyita, cuprosklodowskita, oursinita, sklodowskita, boltwoodita, kasolita, natroboltwoodita, uranofana-β, uranofana, swamboïta, haiweeïta, metahaiweeïta, ranquilita, weeksita, coutinhoïta, ursilita, magnioursilita i calcioursilita.

## Formació i jaciments
Va ser descoberta l'any 1981 al dipòsit d'urani de la vall de Krunkelbach, Menzenschwand, a Selva Negra (Baden-Württemberg, Alemanya). També ha estat descrita, probablement, a la mina de plom de Madison, al comtat de Carroll (Nou Hampshire, Estats Units). Sol trobar-se associada a studtita, uranofana, quars i hematites.